# Orlandin
Orlandin je hrid uz zapadnu obalu Istre, dio Vrsarskog otočja.
Površina hridi je 1481 m2, a visina 5 metara.
U Državnom programu zaštite i korištenja malih, povremeno nastanjenih i nenastanjenih otoka i okolnog mora Ministarstva regionalnoga razvoja i fondova Europske unije, svrstan je pod "manje
nadmorske tvorbe (hridi različitog oblika i veličine)". Pripada općini Vrsar.